# Hanne Coppens
Hanne Coppens (7 mei 1998) is een Belgisch voormalig volleybalster.

## Levensloop
Coppens was tijdens haar jeugd actief bij Volley Kruikenburg Ternat. Hierop aansluitend liep ze school aan de Topsportschool Vilvoorde. Vervolgens was ze aan de slag bij Asterix Avo Beveren. Met deze club won ze in seizoen 2016-'17 de landstitel, Beker van België en Supercup. Op het einde van dat seizoen liep ze een zware blessure op, een dubbele breuk van het linker scheenbeen, alsook aan het kuitbeen. Later was ze actief bij Antwerp Ladies VT en in 2020 keerde ze terug naar haar jeugdclub.
Haar zus Sarah was eveneens actief in het volleybal.